# 青石畳通り

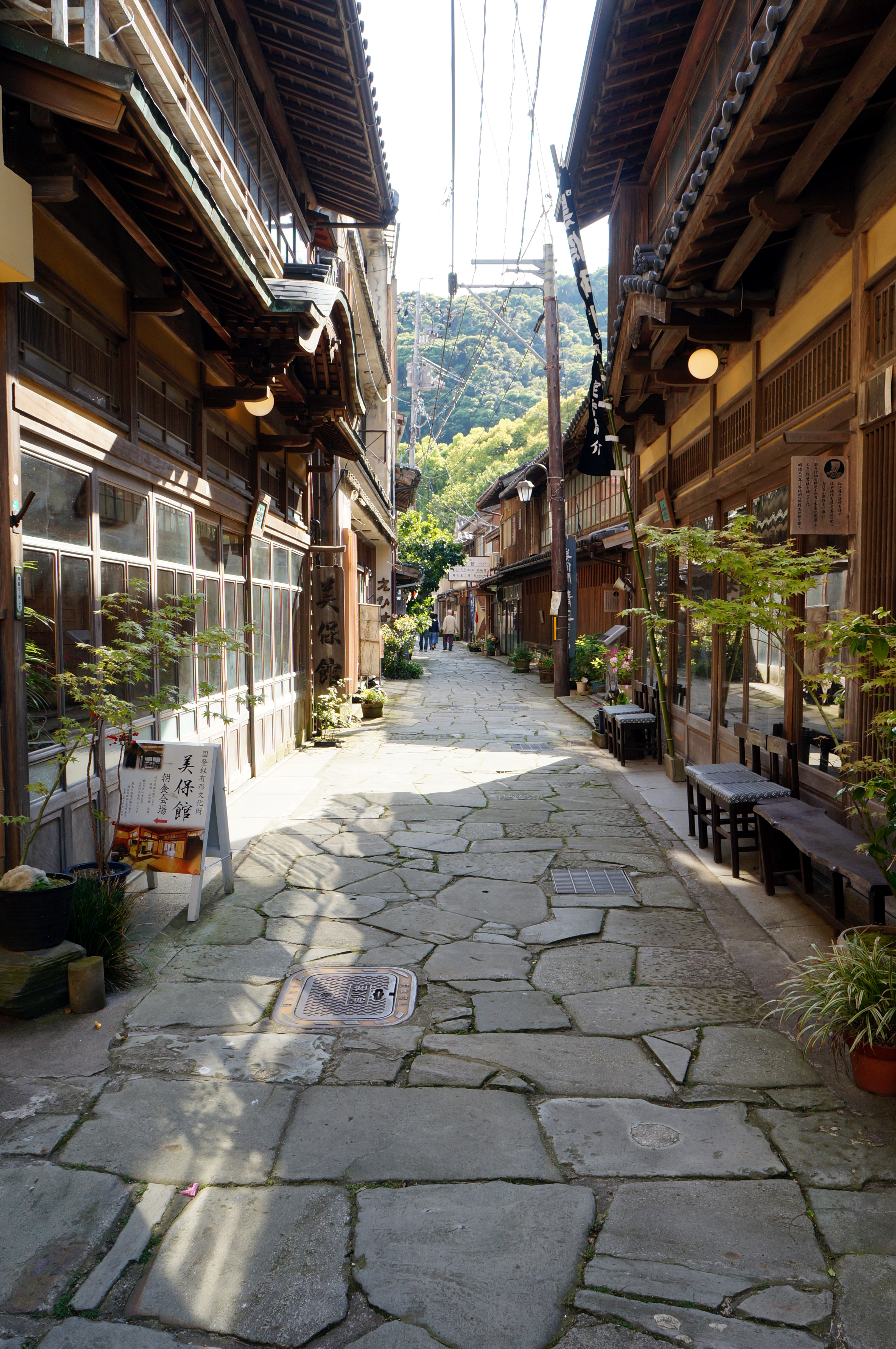
青石畳通り

青石畳通り（あおいしだたみどおり）は、松江市美保関町美保関にある天然石を敷き詰めた通りである。雨に濡れると石が青く光るため青石畳通りと呼ばれている。恵比寿様こと事代主命の総本社として知られる美保神社から、平安時代の仏像5体（重要文化財）を有する仏谷寺までを結ぶ500メートルほどの参道である。途中には国の登録有形文化財の旅館美保館や旧家、資料館などが並び、往時の面影が色濃く残っている。
美保関は古より日鮮貿易の拠点として栄え、江戸時代から大正時代にかけては、北前船航路の中継基地として重要な港湾であった。また、この北前船の時代には、西日本でも有数の歓楽街としても栄え、多くの遊郭が軒を連ね、人口の四分の一を遊女が占めた時代もあった。このような時代背景の中、狭い土地の中で行き交う人や大八車などのために、古くから天然石を敷き詰められていった。現在も観光名所として訪れる人は多い。